# Iñaki Aiarzagüena
Iñaki Aiarzagüena Urkidi (Zaldibar, 30 juli 1969) is een Spaans voormalig beroepswielrenner. Hij reed voor onder meer O.N.C.E. en Euskadi.

## Belangrijkste overwinningen
1991
- Memorial Valenciaga

1996
- Memorial Manuel Galera
- Subida al Txitxarro

## Resultaten in voornaamste wedstrijden
| Jaar | Ronde van Italië | Ronde van Frankrijk | Ronde van Spanje |
| ---- | ---------------- | ------------------- | ---------------- |
| 1992 |                  |                     |                  |
| 1993 |                  |                     |                  |
| 1994 |                  |                     |                  |
| 1995 |                  |                     | 40e              |
| 1996 |                  |                     | 28e              |
| 1997 |                  |                     | 31e              |
| 1998 |                  |                     | 23e              |

| Jaar | Gent-Wevelgem | Ronde van Vlaanderen | Ronde van Lombardije |
| ---- | ------------- | -------------------- | -------------------- |
| 1992 |               | 106e                 |                      |
| 1993 |               |                      | 75e                  |
| 1994 | 61e           | 95e                  |                      |
| 1995 |               |                      |                      |
| 1996 |               |                      |                      |
| 1997 |               |                      |                      |
| 1998 |               |                      |                      |